# Fairview Mountain (Alberta)
Der Fairview Mountain (manchmal auch Mount Fairview) ist ein Berg im Banff-Nationalpark, der südlich des Lake Louise liegt. Der Name, der die Aussicht vom Gipfel widerspiegelt (fair view = gute Sicht), wurde dem Berg im Jahre 1894 von Walter Wilcox gegeben. Ein anderer Name des Gipfels ist Goat Mountain, wobei er selten so genannt wird.
Obwohl die imposanten Klippen, die man vom Lake Louise aus sehen kann, auf einen schwierigen Aufstieg hindeuten, ist der Berg für erfahrene Wanderer über einen Pfad auf der Rückseite an den Südhängen des Berges leicht zu besteigen.

## Geologie
Der Fairview Mountain besteht aus Sedimentgestein, das während des Kambriums abgelagert wurde. Dieses in flachen Meeren entstandene Sedimentgestein wurde während der Laramischen Gebirgsbildung nach Osten und über die Spitze jüngeren Gesteins geschoben.

## Klima
Nach der Köppen-Geiger-Klassifikation hat der Fairview Mountain ein subarktisches Klima mit kalten, schneereichen Wintern und milden Sommern in den niederen Regionen und Tundrenklima in den höheren Lagen. Die Wintertemperaturen können unter −20 °C fallen, mit Windchill-Faktoren unter −30 °C.

## Galerie

Fairview Mountain (links) und Spiegelung im Lake Louise
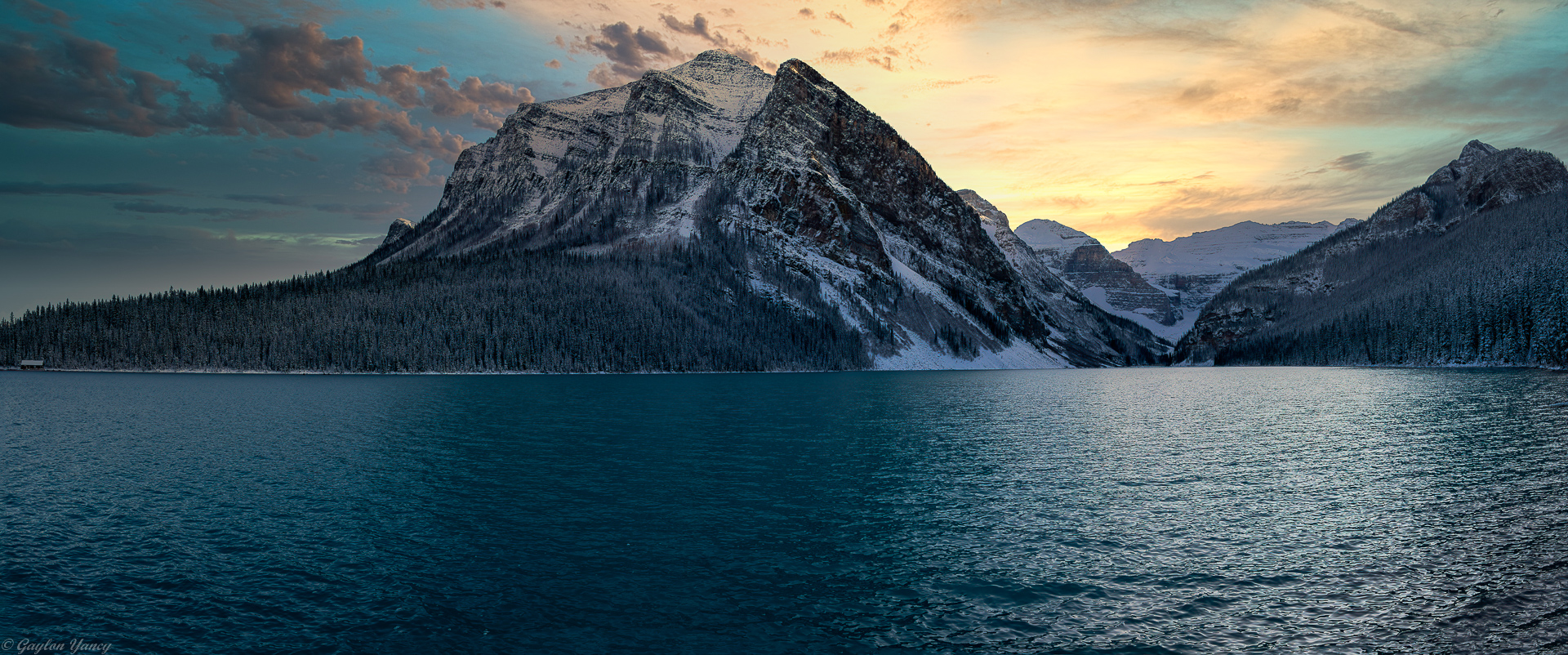
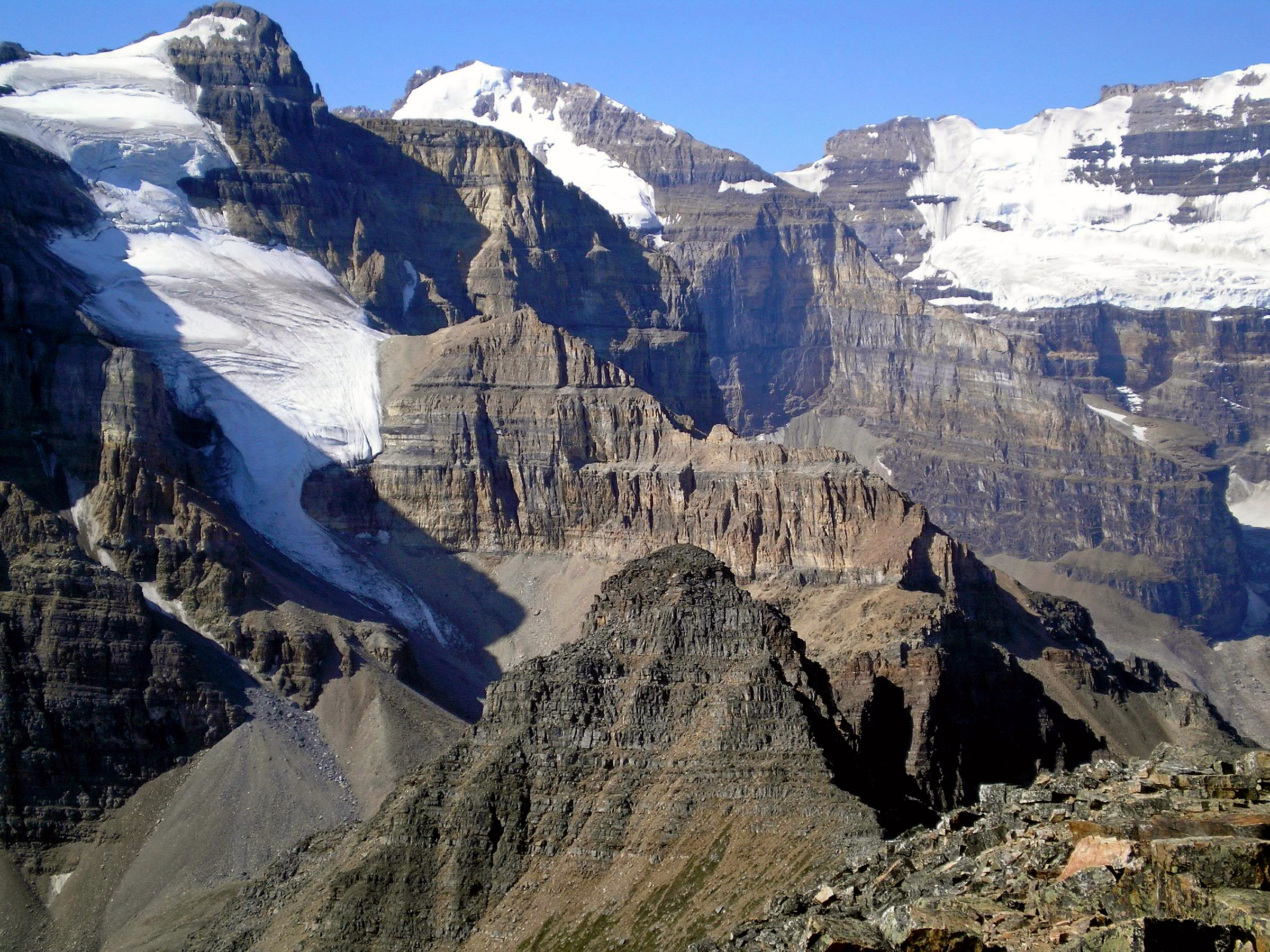
Blick vom Gipfel des Fairview Mountains
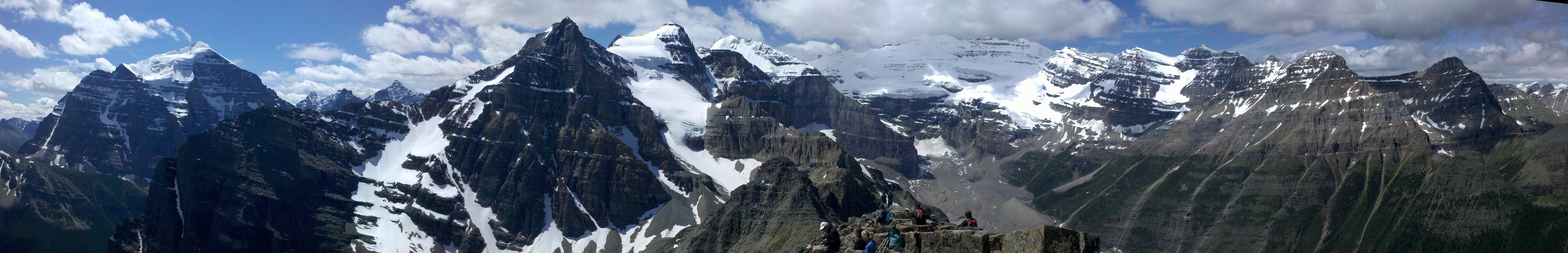
Blick vom Gipfel des Fairview Mountains
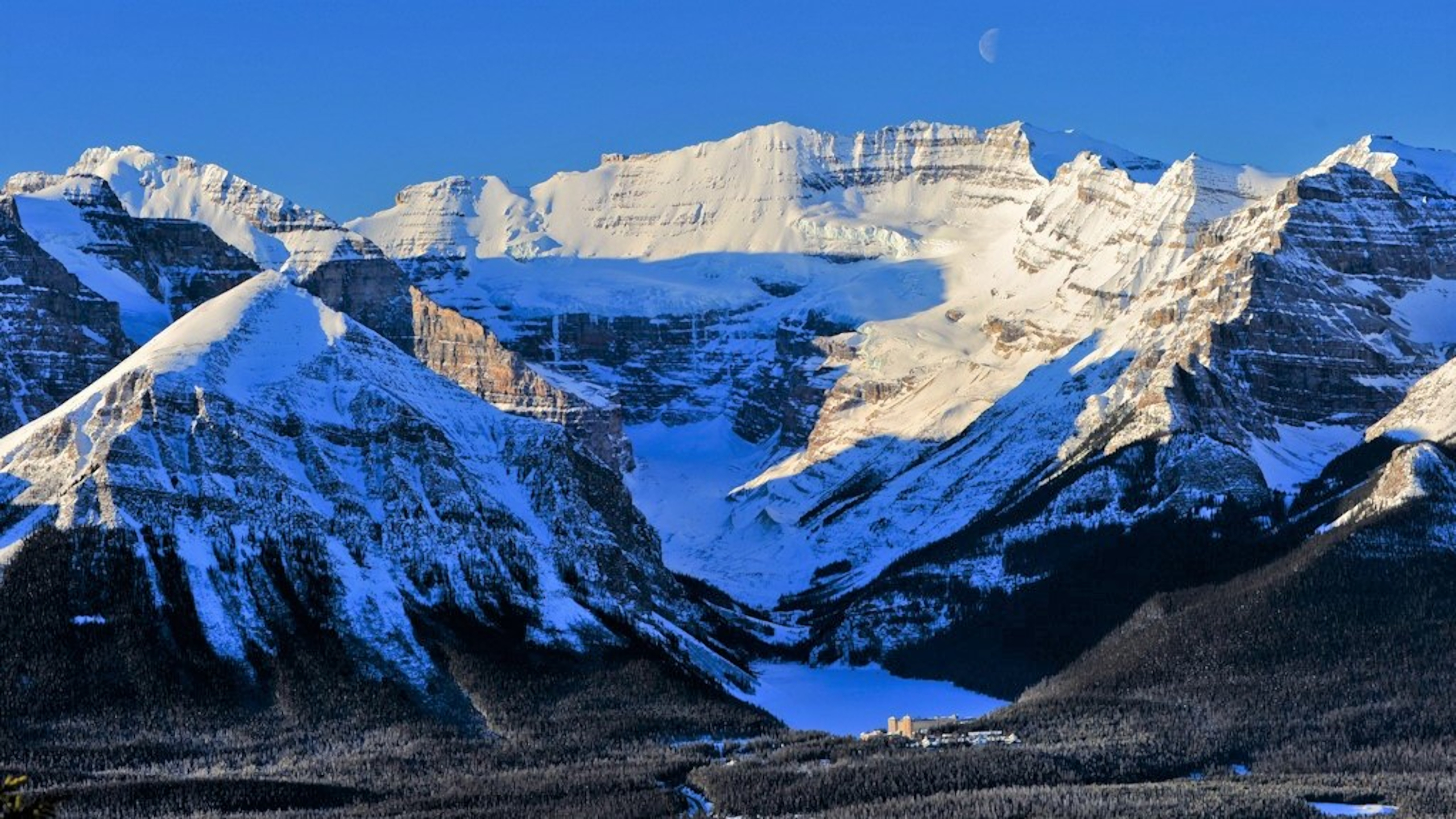
Fairview Mountain (unten links)
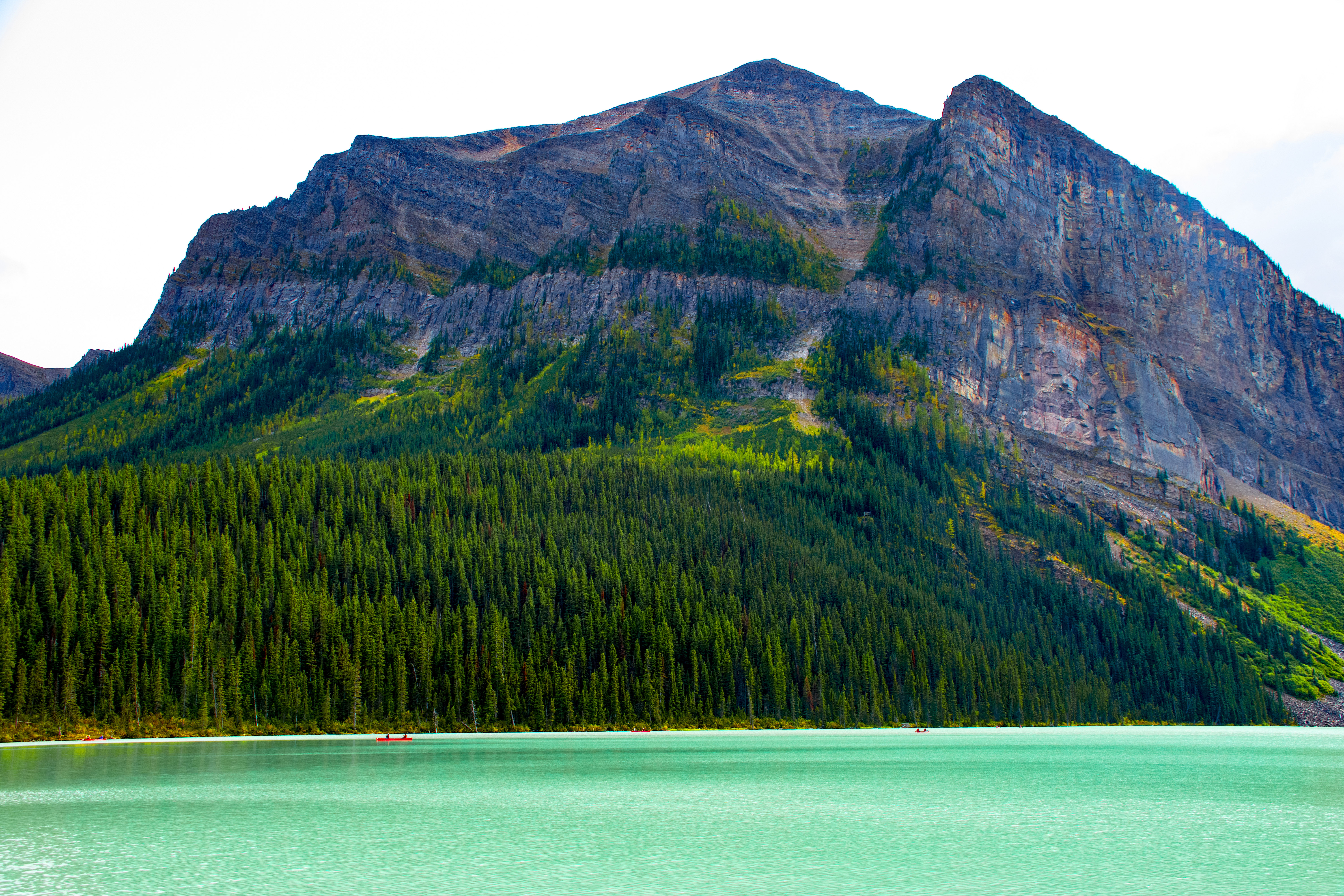